# Borda del Sabater
La Borda del Sabater, o Borda del Narcís, és una borda del terme municipal de Sarroca de Bellera, del Pallars Jussà.
Està situada al sud del poble de les Esglésies, a la dreta del barranc del Bosc, al nord-oest del Càmping Sol i fred.